# Poa orizabensis
Poa orizabensis là một loài cỏ trong họ hòa thảo, thuộc chi poa.

## Hình ảnh

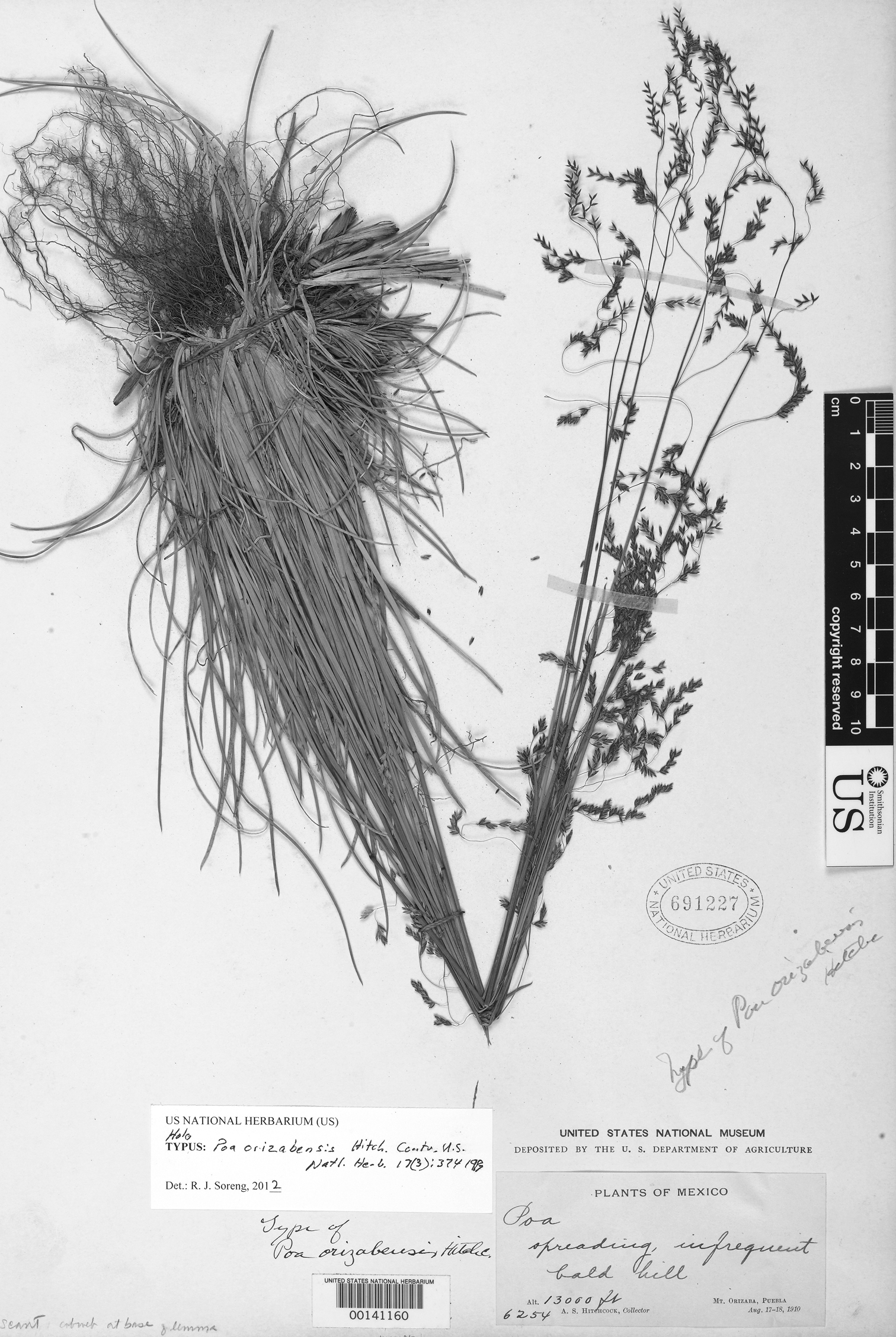